# توت توت (فلم)
توت توت هو فيلم دراما مصري من إنتاج عام 1993 للمخرج عاطف سالم ومن بطولة نبيلة عبيد وسعيد صالح ووائل نور ومحمد توفيق.

## قصة الفيلم
تدور أحداث الفيلم حول فتاة شعبية متخلفة عقلياً (نبيلة عبيد) والتي يستغلها الناس ويعهدون إليها عادة بالأشغال الشاقة، حتى يعجب بها رجل ثري (سعيد صالح) جاء لزيارة المولد وشاهدها هناك فيستغل جسدها ويتركها بجنينها في وسط العاصمة .. فكيف يكون حالها؟

## طاقم العمل

### بطولة
- نبيلة عبيد (كريمة)
- سعيد صالح (محروس)
- وائل نور (سامبو)
- محمد توفيق (الحاج حلمى)
- رمسيس
- نادية رفيق (الحاجة أمينة)
- وجدي فرنسيس
- فؤاد خليل
- عثمان عبد المنعم
- نادية شمس الدين
- فخرى عازر (فانوس الي غطا كريمه بالشال)
- نجوى ربيع

## وصلات خارجية
- مقالات تستعمل روابط فنية بلا صلة مع ويكي بيانات
- صفحة الفيلم على قاعدة بيانات الأفلام العربية.